# バーニー/みんなが愛した殺人者
『バーニー/みんなが愛した殺人者』（原題: Bernie ）は、リチャード・リンクレイター監督による2011年のアメリカ合衆国のコメディ映画である。リンクレイターとスキップ・ホランズワースが実際の事件を基に脚本を執筆した。出演はジャック・ブラック、シャーリー・マクレーン、マシュー・マコノヒー。

## キャスト
- バーニー・ティーディ - ジャック・ブラック（吹替：小林達也）
- マージョリー・"マージ"・ニュージェント - シャーリー・マクレーン
- ダニー・バック・デヴィッドソン - マシュー・マコノヒー

## 製作
『Texas Monthly 』誌上でスキップ・ホランズワースが1998年に執筆した記事「Midnight in the Garden of East Texas」を原作としている。その記事は1996年にテキサス州カーセッジで39歳の葬儀店員が81歳の大富豪の女性を殺害した事件を扱っている。
撮影は22日間かけて行われた。

## 公開
2011年のロサンゼルス映画祭で上映された。アメリカ合衆国ではミレニアム・エンターテインメント配給で2012年4月27日に公開された。

### 批評家の反応
Rotten Tomatoesでは148件のレビューで批評家支持率は90%、平均点は10点満点中7.5点となっている。特に、主演を務めたジャック・ブラックの演技は高く評価されている。また、Metacriticには、35件のレビューがあり、加重平均値は75/100となっている。
『シカゴ・サンタイムズ』のロジャー・イーバートはこの映画を楽しんだと前置きしたうえで、4つ星中3つ星半の評価を下し、「リチャード・リンクレイターの演出とジャック・ブラックの演技を特に称賛したい。」と述べた。

### 受賞とノミネート
| 賞                                   | 部門                                    | 対象                                                    | 結果       |
| ------------------------------------ | --------------------------------------- | ------------------------------------------------------- | ---------- |
| ゴッサム・インディペンデント映画賞   | 作品賞                                  | 『バーニー/みんなが愛した殺人者』                       | ノミネート |
| ゴッサム・インディペンデント映画賞   | アンサンブルキャスト賞                  | 『バーニー/みんなが愛した殺人者』                       | ノミネート |
| インディペンデント・スピリット賞     | 作品賞                                  | 『バーニー/みんなが愛した殺人者』                       | ノミネート |
| インディペンデント・スピリット賞     | 主演男優賞                              | ジャック・ブラック                                      | ノミネート |
| ナショナル・ボード・オブ・レビュー賞 | インディペンデント映画トップ10          | 『バーニー/みんなが愛した殺人者』                       | N/A        |
| クリティクス・チョイス・アワード     | コメディ映画賞                          | 『バーニー/みんなが愛した殺人者』                       | ノミネート |
| クリティクス・チョイス・アワード     | コメディ映画男優賞                      | ジャック・ブラック                                      | ノミネート |
| クリティクス・チョイス・アワード     | コメディ映画女優賞                      | シャーリー・マクレーン                                  | ノミネート |
| ニューヨーク映画批評家協会賞         | 助演男優賞                              | マシュー・マコノヒー （『マジック・マイク』に対しても） | 受賞       |
| オースティン映画批評家協会賞         | オースティン映画賞                      | リチャード・リンクレイター                              | 受賞       |
| サウスイースタン映画批評家協会賞     | ジェーン・ワイアット賞                  | 『バーニー/みんなが愛した殺人者』                       | 次点       |
| セントルイス映画批評家協会賞         | アートハウス・フェスティバル映画賞      | 『バーニー/みんなが愛した殺人者』                       | ノミネート |
| ゴールデングローブ賞                 | 主演男優賞 (ミュージカル・コメディ部門) | ジャック・ブラック                                      | ノミネート |